# Waimangaroa

La ville de Waimangaroa est une petite localité située sur la West Coast, dans l’Île du Sud de la Nouvelle-Zélande.

## Situation
Le centre de la ville siège sur la berge sud-ouest du fleuve  Waimangaroa, à l’ouest et au pied de la chaîne du ‘Mt William.’
Elle est située à 17 km vers le nord-est de la ville de Westport et à 13 km au sud-est de la localité de Granity.
La ville minière abandonnée de Denniston est à environ 5 km vers le sud-est,.

## Caractéristiques
Le « Bridle Track» est un chemin de randonnée spectaculaire dans le bush, qui conduit au sud-est le long des restes du  funiculaire de Denniston au pied de la chaîne du Mt William, en direction de la ville fantôme de Denniston. 
La mine de Stockton (en), est une importante mine de charbon à ciel ouvert qui fonctionne encore avec la société Solid Energy à proximité.

## Accès
L'embranchement de Branche de Ngakawau (en), un embranchement ferroviaire du chemin de fer, circule à travers la ville.
Il fut ouvert vers Waimangaroa le 5 août 1876.
Il allait autrefois jusqu’à l’agglomération de Seddonville mais maintenant il se termine dans la ville de Ngakawau.
À partir de 1877 et jusqu’en 1967, Waimangaroa fut aussi la jonction pour la branche de Conns Creek (en), qui court vers l’est le long des berges du fleuve  Waimangaroa au pied du plan incliné de Denniston (en).
Le service de passagers cessa sur la « Conns Creek Branch» en 1931 et sur la «branche de Ngakawau » le 14 octobre 1946.
Depuis cette époque, le chemin de fer à travers la ville de Waimangaroa n'a transporté presque exclusivement que du charbon.

## Loisirs
Les plages à l’ouest présentent des courants dangereux et ne sont pas accessibles pour y nager.

## Éducation
L’école de « Waimangaroa » est une école mixte, uniquement primaire, allant de l’année 1 à 8, avec un taux de décile de 2 et un effectif de 38 élèves.
L’école a célébré le jubilé de ses 125 ans en 2004.